# Ocotea laetevirens
Ocotea laetevirens är en lagerväxtart som beskrevs av Standley & Steyerm.. Ocotea laetevirens ingår i släktet Ocotea och familjen lagerväxter. Inga underarter finns listade i Catalogue of Life.